# 五味保義
五味 保義（ごみ やすよし、1901年8月31日 - 1982年5月27日）は、日本の歌人・万葉学者。末弟は万葉学者の五味智英。長野県下諏訪町出身。

## 生涯
旧制諏訪中学（現・長野県諏訪清陵高等学校）、東京高等師範学校文科を経て、京都帝国大学国文科卒業。中学時代より叔母のアララギ派詩人・五味えい、同郷の島木赤彦の影響を受け、短歌の道を志した。1929年上京後、齋藤茂吉、土屋文明の指導を受けながら、アララギの中興や、歌誌「アララギ」の発行に携わり、特に戦後は、世田谷区奥沢の自宅を「アララギ」発行所として専念した。数多くの学校で教壇に立ち、東京第三師範学校や日本女子大学の教授も勤めた。1953年から1982年まで信濃毎日新聞歌壇撰者。
初期の歌風は、赤彦の影響により自然詠が主体であったが、中期は文明の指導で現実に即した生活詠も作るようになった。晩年は病を得たこともあり、写実に加え人間味ある歌風の新境地に入った。文明の万葉集研究を手伝ったことから自らも万葉集の研究に深く係わった。　

## 著書（歌集）
- 冬の羊歯（自選歌集）（短歌新聞社）
- 『清峡』墨水書房　1941　のち短歌新聞社文庫
- 『島山』青磁社、1947
- 『一つ石』（白玉書房　1960）
- 『小さき岬』（白玉書房、1966）
- 『病間』(白玉書房、1971）
- 『五味保義歌集』短歌研究文庫、1978
- 『五味保義全歌集』（短歌新聞社、1989）

## 著書（その他）
- 『短歌の表現』青磁社、1947
- 『万葉集作家の系列』（弘文堂アテネ新書、1952）
- 『子規といふ人』白玉書房、1962
- 『アラヽギの人々』（白玉書房、1966）
- 短歌写生獨語（椎の木書房）

## 共編
- 『実業学校国文新選 甲種三年制』垣内松三共編 文学社 1939
- 『国語の総合的研究』森本杉雄共著　学生社、1954
- 「竹乃里歌」正岡子規全歌集（土屋文明共編）（岩波書店 1956）

## 校歌作詞
- 長野県高遠高等学校（信時潔作曲）
- 長野県更級農業高等学校（平井康三郎作曲）
- 長野県諏訪郡原村立原中学校（伏三男人作曲）
- 松本市立女鳥羽中学校（平井康三郎作曲）
- 茨城県立真壁高等学校 （下総皖一作曲）
- 千葉県柏市立富勢中学校（下総晥一作曲）
- 昭島市玉川小学校（江木登喜雄作曲）
- 富山県南砺市立井波中学校（下総晥一作曲）
- 新潟県新潟市立寄居中学校（下総晥一作曲）
- 東京都調布市立富士見台小学校